# Leichtathletik-Weltmeisterschaften 1993/Diskuswurf der Frauen

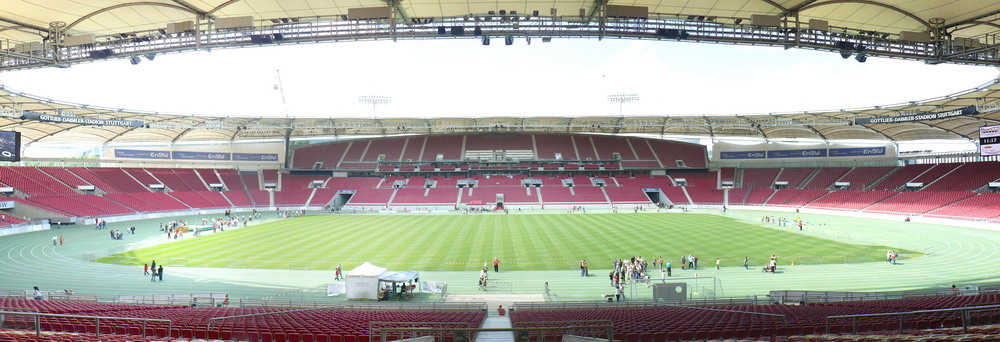
Das Stuttgarter Gottlieb-Daimler-Stadion im Jahr 2007

Der Diskuswurf der Frauen bei den Leichtathletik-Weltmeisterschaften 1993 wurde am 16. und 17. August 1993 im Stuttgarter Gottlieb-Daimler-Stadion ausgetragen.
Weltmeisterin wurde die russische Vizeeuropameisterin von 1990 Olga Burowa, spätere Olga Tschernjawskaja. Silber ging an die australische Olympiadritte von 1992 Daniela Costian. Die Chinesin Min Chunfeng errang die Bronzemedaille.

## Bestehende Rekorde
| Weltrekord               | 76,80 m | Gabriele Reinsch | Neubrandenburg, DDR (heute Deutschland) | 9. Juli 1988    |
| Weltmeisterschaftsrekord | 71,62 m | Martina Hellmann | WM 1987 in Helsinki, Finnland           | 31. August 1987 |

Der bestehende WM-Rekord wurde bei diesen Weltmeisterschaften nicht eingestellt und nicht verbessert.

## Qualifikation
34 Teilnehmerinnen traten in zwei Gruppen zur Qualifikationsrunde an. Die Qualifikationsweite für den direkten Finaleinzug betrug 62,50 m. Sechs Athletinnen übertrafen diese Marke (hellblau unterlegt). Das Finalfeld wurde mit den sechs nächstplatzierten Sportlerinnen auf zwölf Werferinnen aufgefüllt (hellgrün unterlegt). So mussten schließlich 61,22 m für die Finalteilnahme erbracht werden.

### Gruppe A

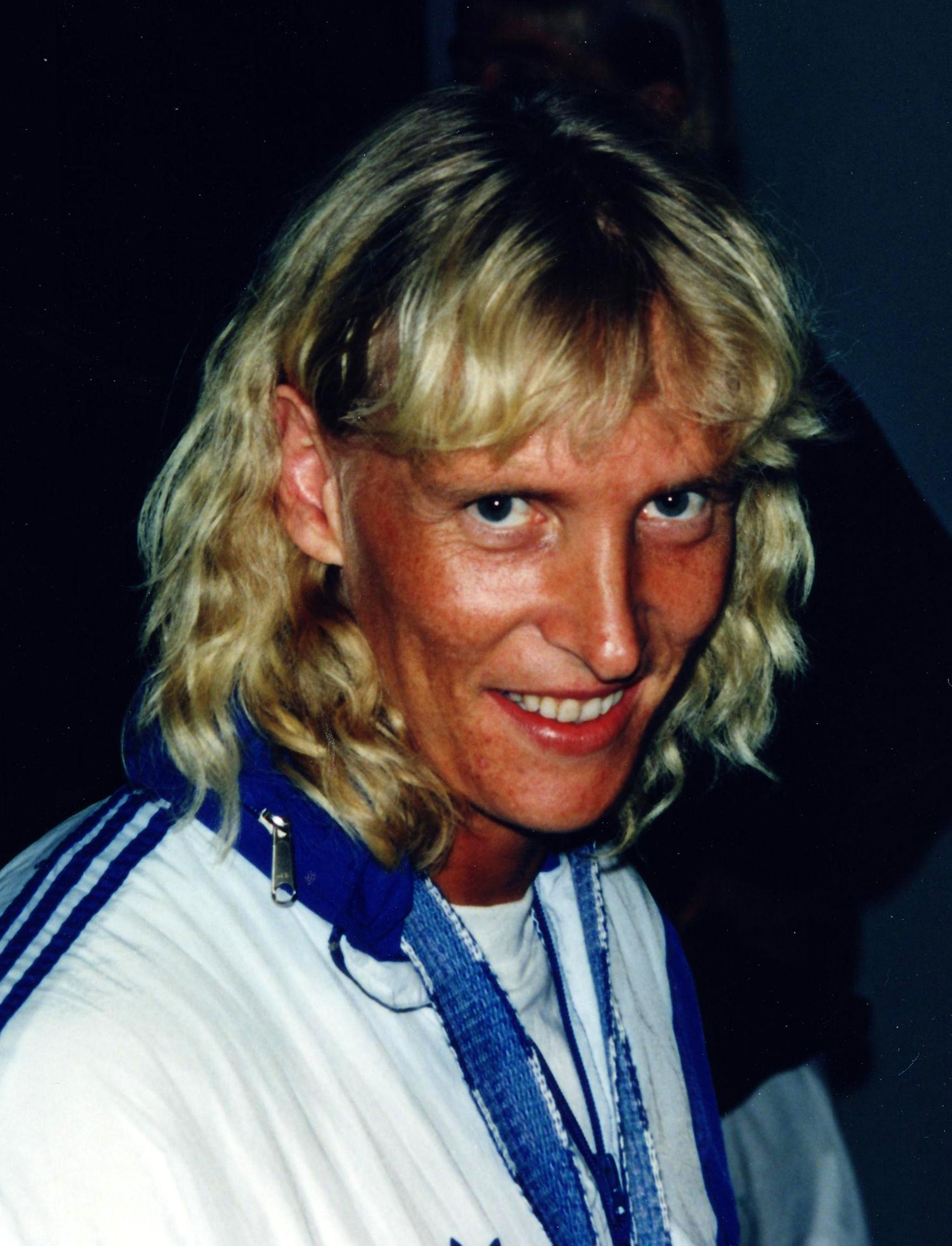
Mette Bergmann erzielte in der Qualifikation 58,12 m und schied damit aus

17. August 1993, 10:00 Uhr
| Platz | Name                    | Nation              | Resultat (m) |
| 1     | Ilke Wyludda            | Deutschland         | 64,06        |
| 2     | Min Chunfeng            | Volksrepublik China | 63,54        |
| 3     | Olga Burowa             | Russland            | 63,44        |
| 4     | Daniela Costian         | Australien          | 62,52        |
| 5     | Nicoleta Grasu          | Rumänien            | 62,28        |
| 6     | Bárbara Hechavarría     | Kuba                | 61,60        |
| 7     | Svetla Mitkova          | Bulgarien           | 61,18        |
| 8     | Elina Swerawa           | Belarus             | 59,84        |
| 9     | Jacqueline Goormachtigh | Niederlande         | 58,74        |
| 10    | Mette Bergmann          | Norwegen            | 58,12        |
| 11    | Zdenka Šilhavá          | Tschechien          | 57,16        |
| 12    | Jackie McKernan         | Großbritannien      | 56,14        |
| 13    | Teresa Machado          | Portugal            | 56,02        |
| 14    | Ursula Weber            | Österreich          | 55,48        |
| 15    | Carla Garrett           | USA                 | 53,52        |
| 16    | Monia Kari              | Tunesien            | 51,26        |
| 17    | Aye Aye Nwe             | Myanmar             | 47,40        |

### Gruppe B
17. August 1993, 11:30 Uhr
| Platz | Name                   | Nation              | Resultat (m) |
| 1     | Maritza Martén         | Kuba                | 63,66        |
| 2     | Anja Gündler           | Deutschland         | 62,82        |
| 3     | Qiu Qiaoping           | Volksrepublik China | 62,22        |
| 4     | Franka Dietzsch        | Deutschland         | 61,66        |
| 5     | Laryssa Mychaltschenko | Ukraine             | 61,56        |
| 6     | Vladimira Malatová     | Tschechien          | 61,22        |
| 7     | Larissa Korotkewitsch  | Russland            | 61,12        |
| 8     | Renata Katewicz        | Polen               | 60,66        |
| 9     | Austrute Mikelyté      | Litauen             | 59,82        |
| 10    | Manuela Tirneci        | Rumänien            | 59,50        |
| 11    | Connie Price-Smith     | USA                 | 59,16        |
| 12    | Agnese Maffeis         | Italien             | 57,06        |
| 13    | Kris Kuehl             | USA                 | 56,66        |
| 14    | Alice Matejková        | Tschechien          | 53,86        |
| 15    | Danijela Čurović       | IWP                 | 53,72        |
| 16    | Theresa Brick          | Kanada              | 50,38        |
| 17    | Orepa Naseri           | Westsamoa           | 26,30        |

## Finale
19. August 1993, 19:20 Uhr
Hinweis: Das Zeichen x zeigt einen ungültigen Versuch an.
| Platz | Name                   | Nation              | Resultat (m) | 1. Versuch (m)                          | 2. Versuch (m)                          | 3. Versuch (m)                          | 4. Versuch (m)                              | 5. Versuch (m)                              | 6. Versuch (m)                              |
| 1     | Olga Burowa            | Russland            | 67,40        | 63,28                                   | 67,40                                   | 65,80                                   | 67,06                                       | 65,00                                       | x                                           |
| 2     | Daniela Costian        | Australien          | 65,36        | 63,90                                   | 65,78                                   | 64,66                                   | 65,36                                       | 65,12                                       | x                                           |
| 3     | Min Chunfeng           | Volksrepublik China | 65,26        | 62,16                                   | 61,88                                   | 65,26                                   | 61,92                                       | x                                           | 64,10                                       |
| 4     | Maritza Martén         | Kuba                | 64,62        | x                                       | 60,98                                   | 63,34                                   | 63,38                                       | 64,62                                       | 64,42                                       |
| 5     | Anja Gündler           | Deutschland         | 62,92        | 62,24                                   | 60,26                                   | 62,36                                   | 59,52                                       | 62,72                                       | 62,92                                       |
| 6     | Bárbara Hechavarría    | Kuba                | 62,52        | 60,70                                   | 60,16                                   | 62,52                                   | x                                           | x                                           | 58,44                                       |
| 7     | Nicoleta Grasu         | Rumänien            | 62,10        | x                                       | 56,78                                   | 62,10                                   | x                                           | 61,26                                       | 59,52                                       |
| 8     | Franka Dietzsch        | Deutschland         | 62,06        | 61,34                                   | 61,28                                   | 58,86                                   | 60,30                                       | 62,06                                       | 60,76                                       |
| 9     | Vladimira Malatová     | Tschechien          | 61,10        | Ablauf in den Quellen nicht aufgelistet | Ablauf in den Quellen nicht aufgelistet | Ablauf in den Quellen nicht aufgelistet | nicht im Finale der besten acht Werferinnen | nicht im Finale der besten acht Werferinnen | nicht im Finale der besten acht Werferinnen |
| 10    | Laryssa Mychaltschenko | Ukraine             | 60,76        | Ablauf in den Quellen nicht aufgelistet | Ablauf in den Quellen nicht aufgelistet | Ablauf in den Quellen nicht aufgelistet | nicht im Finale der besten acht Werferinnen | nicht im Finale der besten acht Werferinnen | nicht im Finale der besten acht Werferinnen |
| 11    | Ilke Wyludda           | Deutschland         | 60,42        | Ablauf in den Quellen nicht aufgelistet | Ablauf in den Quellen nicht aufgelistet | Ablauf in den Quellen nicht aufgelistet | nicht im Finale der besten acht Werferinnen | nicht im Finale der besten acht Werferinnen | nicht im Finale der besten acht Werferinnen |
| NM    | Qiu Qiaoping           | Volksrepublik China | ogV          | Ablauf in den Quellen nicht aufgelistet | Ablauf in den Quellen nicht aufgelistet | Ablauf in den Quellen nicht aufgelistet | nicht im Finale der besten acht Werferinnen | nicht im Finale der besten acht Werferinnen | nicht im Finale der besten acht Werferinnen |

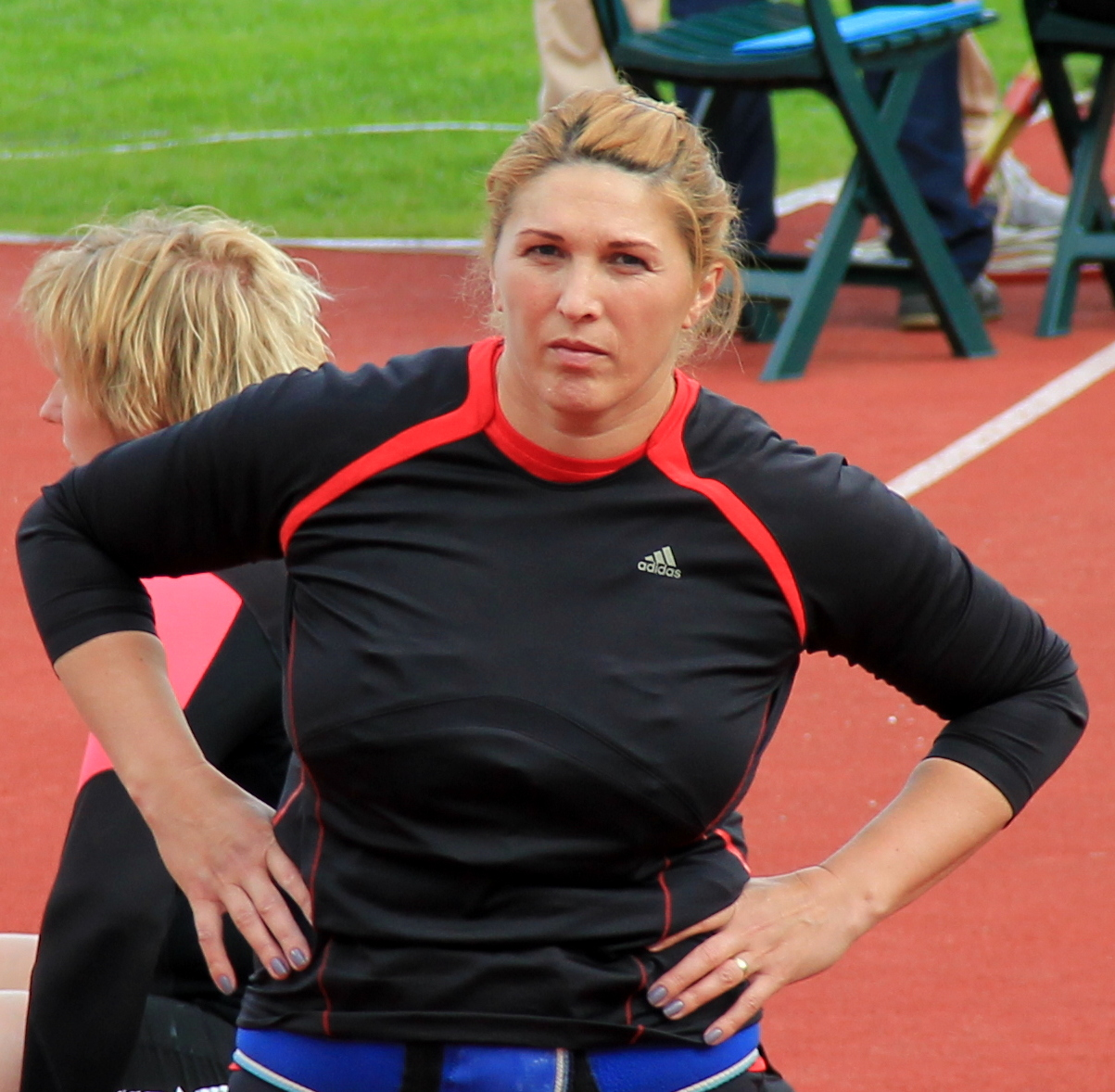
Die siebtplatzierte Nicoleta Grasu errang ab 1998 einige Medaillen bei Welt- und Europameisterschaften
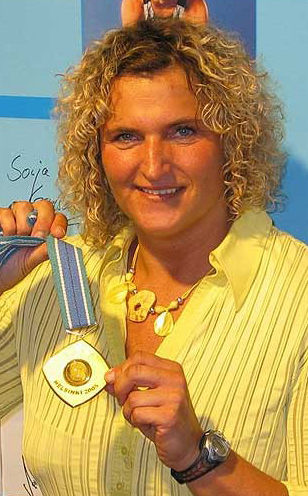
Franka Dietzsch (hier 2007), später unter anderem dreifache Weltmeisterin, belegte Rang acht
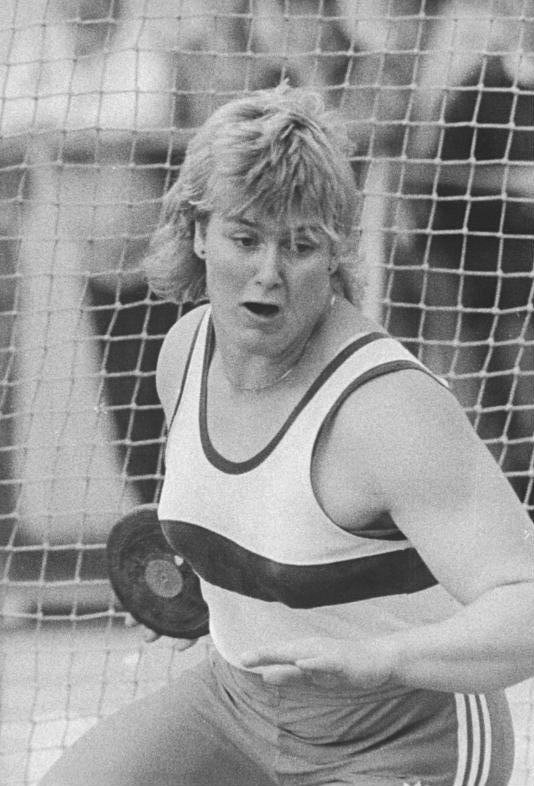
Ilke Wyludda, in den kommenden Jahren mehrfache Medaillengewinnerin bei den bedeutenden internationalen Meisterschaften und 1996 Olympiasiegerin, erreichte Platz elf